# Доросинівська сільська територіальна громада
Доросинівська сільська територіальна громада — територіальна громада в Україні, в Луцькому районі Волинської області. Адміністративний центр — село Доросині.

## Загальна інформація
Площа громади — 160,205 км2, населення — 3457 чоловік.

## Населені пункти
До складу громади входять 13 сіл: Доросині, Береськ, Вітоніж, Вічині, Ворончин, Квітневе, Кияж, Немир, Раймісто, Студині, Тристень, Щурин, Ясенівка.

## Історія
Утворена в рамках адміністративно-територіальної реформи в Україні. До складу громади увійшли Доросинівська, Береська, Вічинівська, Ворончинська та Немирська сільські ради Рожищенського району.
19 липня 2020 року, в результаті адміністративно-територіальної реформи та ліквідації Рожищенського району, громада увійшла до складу Луцького району.